# Bertula terminalis
Bertula terminalis är en fjärilsart som beskrevs av Alfred Ernest Wileman 1915. Bertula terminalis ingår i släktet Bertula och familjen nattflyn. Inga underarter finns listade i Catalogue of Life.